# Сара Шахі
Аахо Яхансоуц «Сара» Шахі (англ. Aahoo Jahansouz 'Sarah' Shahi, перс. آهو جهانسوز سارا شاهی‎, нар. 10 січня 1980) — американська акторка. Відома ролями Кейт Рід у драмедійному телесеріалі «Все законно», який транслювався на USA Network у 2011—2012, Самін Шоу в серіалі «Підозрюваний» (2013—2016). Вона також знялась у більш ранніх телесеріалах «Слово на літеру Л» (2005—2009), «Життя» (2007—2009).

## Ранні роки
Народилася та виросла в Елесі, штат Техас. Вона має батька-іранця Аббаса Шахі, й мати-іспанку, відому як Махмонір, що була дизайнеркою інтер'єрів. Родина її батька покинула Батьківщину за два роки до іранської революції. Її ім'я при народженні — Аахо, що означає «газель» перською. Вона є прапраонукою Фатх-Алі Шах Каджар з династії Каджарів, що правив Іраном у 1797—1834 рр.
Шахі взяла ім'я Сара в другому класі, почувши пісню «Sarah». Виросла, володіючи перською й англійською мовами. Батьки Шахі почали водити її на конкурси краси у віці восьми років. Батьки розлучилися, коли їй було 10. Шахі відвідувала середню школу Триніті, де була капітаном волейбольної й баскетбольної команд, випустилася з далласького Південного методистського університету (Southern Methodist University) за спеціальністю англійська мова та театр. Шахі виграла конкурс Міс Fort Worth USA в 1997 р. У надії стати акторкою приєдналася до команди чирлідерок в 1999 р. «Ковбої Далласа», в 2000-у — з'явилася на обкладинці їхнього календаря.

## Кар'єра
У жовтні 2020 року акторка запрошена на роль викладачки університету та борчині за свободу, яка очолює рух опору на батьківщині головного героя фільму «Чорний Адам».

## Фільмографія

### Акторка
| Рік       |    | Українська назва             | Оригінальна назва                                  | Роль                                                                               |
| --------- | -- | ---------------------------- | -------------------------------------------------- | ---------------------------------------------------------------------------------- |
| 2022      | ф  | Чорний Адам                  | Black Adam                                         | Адріанна Томаз                                                                     |
| 2021      | с  |                              | Sex/Life                                           | Біллі Коннеллі (8 епізодів)                                                        |
| 2020      | кф |                              | American 11                                        | Алія Алі                                                                           |
| 2020      | ф  |                              | Bad Therapy                                        | Аннабель                                                                           |
| 2020      | ф  |                              | Language Arts                                      | Еллісон Форч-Марлоу                                                                |
| 2019      | с  |                              | Dolly Parton's Heartstrings                        | Люсі Джейн (1 епізод)                                                              |
| 2019      | с  | Новобранець                  | The Rookie                                         | Джессіка Руссо (7 епізодів)                                                        |
| 2019      | с  | Місто на пагорбі             | City on a Hill                                     | Рейчел Бенем (9 епізодів)                                                          |
| 2018      | с  |                              | Reverie                                            | Мара Кінт (10 епізодів)                                                            |
| 2012—2018 | с  | Пожежники Чикаго             | Chicago Fire                                       | Рене Ройс (10 епізодів)                                                            |
| 2018      | тф |                              | Halfway There                                      | Керрі Клауссен                                                                     |
| 2017      | с  | короткометражний мінісеріал  | The Oversharer                                     | Жінка (епізод "Naked Yoga")                                                        |
| 2017      | ф  |                              | Hangman                                            | Капітан Вотсон                                                                     |
| 2017      | тф | спеціальний випуск телешоу   | Michael Bolton's Big, Sexy Valentine's Day Special | Кармела                                                                            |
| 2016      | тф |                              | Drew                                               | Ненсі Дрю                                                                          |
| 2016      | с  |                              | Pitch                                              | Наталі Луонґо (2 епізоди)                                                          |
| 2013—2016 | с  | Підозрюваний                 | Person of Interest                                 | Самін Шоу (50 епізодів)                                                            |
| 2015      | ф  |                              | The Adventures of Beatle                           | Карла                                                                              |
| 2015      | с  | Рей Донован                  | Ray Donovan                                        | Хасміґ (епізод "One Night in Yerevan")                                             |
| 2015      | ф  |                              | pine Access                                        | Маріан                                                                             |
| 2014      | ф  |                              | Road to Paloma                                     | Єва                                                                                |
| 2013      | ф  |                              | The Congress                                       | Мішель (незазначена)                                                               |
| 2012      | ф  |                              | Bullet to the Head                                 | Ліза                                                                               |
| 2012      | ф  |                              | Static                                             | Едді Дейд                                                                          |
| 2011—2012 | с  | Все законно                  | Fairly Legal                                       | Кейт Рід (23 епізоди)                                                              |
| 2011      | кф |                              | The Death and Return of Superman                   | Титанія                                                                            |
| 2011      | мс | Молода ліга справедливості   | Young Justice                                      | Крістал Фрост / Кілер Фрост (голос)                                                |
| 2011      | ф  | Я не знаю, як вона це робить | I Don't Know How She Does It                       | Джанін ЛоПьєтро                                                                    |
| 2011      | ф  |                              | The Trouble with Bliss                             | Гетті Сканк / Гетті Рокворт                                                        |
| 2010      | с  | Ясновидець                   | Psych                                              | Рубі (епізод "Thrill Seekers and Hell Raisers")                                    |
| 2007—2009 | с  |                              | Life                                               | Дені Різ (32 епізоди)                                                              |
| 2005—2009 | с  | Слово на літеру Л            | The L Word                                         | Кармен де ла Піка Моралес (26 епізодів)                                            |
| 2009      | ф  |                              | Crossing Over                                      | Пуне Барахері                                                                      |
| 2008      | ф  |                              | AmericanEast                                       | Салва                                                                              |
| 2008      | ф  |                              | Shades of Ray                                      | Сана Халік                                                                         |
| 2007      | ф  | Година пік 3                 | Rush Hour 3                                        | Зої (незазначена)                                                                  |
| 2007      | с  | Клан Сопрано                 | The Sopranos                                       | Соня Араґон (епізод "Kennedy and Heidi")                                           |
| 2004—2007 | с  |                              | Reba                                               | Кейт (епізод "To Tell the Truth", 2004), Бріджет (епізод "Cheyenne's Rival", 2007) |
| 2006      | тф |                              | Damages                                            | Дженніфер Карілло                                                                  |
| 2006      | с  |                              | Sleeper Cell                                       | Фарра (2 епізоди)                                                                  |
| 2006      | ф  | Собача проблема              | The Dog Problem                                    | Кенді                                                                              |
| 2006      | ф  |                              | For Your Consideration                             | Санчес                                                                             |
| 2006      | с  |                              | Teachers.                                          | Тіна Торрес (6 епізоди)                                                            |
| 2005      | тф |                              | Plan B                                             | Бронвін                                                                            |
| 2005      | с  | Надприродне                  | Supernatural                                       | Жінка в білому / Контанс Велч (пілотний епізод)                                    |
| 2005      | ф  |                              | A Lot Like Love                                    | Старлетка                                                                          |
| 2004      | с  |                              | Century City                                       | Пані Морріс (епізод "Sweet Child of Mine")                                         |
| 2003      | с  |                              | Coupling                                           | Бренда (епізод "Nipple Effect")                                                    |
| 2003      | с  | Швидка допомога              | ER                                                 | Тара Кінг (епізод "The Greater Good")                                              |
| 2003      | с  | Затока Доусона               | Dawson’s Creek                                     | Містична дівчина / Садія Шоу (3 епізоди)                                           |
| 2003      | ф  | Старе загартування           | Old School                                         | Еріка                                                                              |
| 2003      | с  | Фрейзер                      | Frasier                                            | Резерваціоністка (епізод "Door Jam")                                               |
| 2002      | кф | короткометражний телефільм   | Class of '06                                       | Меґ                                                                                |
| 2002      | ф  |                              | Monkey Love                                        | Бренда                                                                             |
| 2002      | с  |                              | Wednesday 9:30 (8:30 Central)                      | Асистентка телепродюсера (епізод "The Chinese Baby")                               |
| 2001—2002 | с  |                              | Alias                                              | Дженні (7 епізодів)                                                                |
| 2001      | с  |                              | Maybe It's Me                                      | Роза (епізоди "The Exchange-Student Episode")                                      |
| 2001      | с  |                              | Off Centre                                         | Анджеліка (епізод "A Cute Triangle")                                               |
| 2001      | ф  |                              | Extreme Honor                                      | Ширін                                                                              |
| 2001      | с  |                              | 18 Wheels of Justice                               | Крістіна (епізод "Old Wives' Tale")                                                |
| 2001      | с  |                              | Boston Public                                      | Лора (епізод "Chapter Eleven")                                                     |
| 2000      | с  |                              | Spin City                                          | Холостячка (епізод "Blind Faith")                                                  |
| 2000      | с  |                              | City Guys                                          | Чірлідерка (епізод "Shock Treatment")                                              |
| 2000      | ф  | Доктор Т і його жінки        | Dr. T & the Women                                  | Чірлідерка (незазначена)                                                           |

## Нагороди та номінації
Станом на  20.10.2020
| Рік  | Нагорода | Організація         | Номінація                                                    | Работа        | Результати |
| ---- | -------- | ------------------- | ------------------------------------------------------------ | ------------- | ---------- |
| 2011 | ALMA     | ALMA Awards         | Найкраща латиноамериканська акторка драматичного телесеріалу | «Все законно» | Номінація  |
| 2012 | Gracie   | Gracie Allen Awards | Прорив року (акторка)                                        | «Все законно» | Перемога   |